# Claudio Cipolla
Claudio Cipolla (Goito, 11 de fevereiro de 1955) é um bispo italiano da Igreja Católica. Ele é bispo de Pádua desde 18 de outubro de 2015.

## Biografia
Cipolla foi ordenado sacerdote na Diocese de Mântua em 24 de maio de 1980.
Quando foi nomeado Bispo de Pádua, Cipolla era pároco em Porto Mantovano e vigário episcopal da Diocese de Mântua.
Ele foi um líder escoteiro e assistente da Associação de Guias e Escoteiros Católicos Italianos.
Foi ordenado bispo em 27 de setembro de 2015 e, consequentemente, empossado em Pádua em 18 de outubro de 2015.